# Asesinato de Linda Andersen
Linda Andersen (15 de abril de 1959 – 18 de enero de 2003) fue una mujer canadiense asesinada por sus dos hijas adolescentes, Sandra y Elizabeth Andersen, el 18 de enero de 2003 en Mississauga, Ontario, Canadá. Los nombres en este artículo son alias, por razones legales.
Sandra y Elizabeth Andersen fueron sentenciadas a 10 años de prisión cada una en 2005. Ninguna de las dos hermanas cumplió su condena a tiempo completo en prisión: Sandra Andersen fue puesta en libertad en un centro de rehabilitación en 2009 y Elizabeth Andersen fue puesta en libertad en 2010. Dado que eran menores de edad en el momento del asesinato, el gobierno canadiense protege la verdadera identidad de las hermanas y les ha dado alias a las hermanas Andersen.
Según informes policiales, Sandra y Elizabeth Andersen, de 16 y 15 años respectivamente, estaban irritadas porque su madre "desperdiciaba... dinero en alcohol". Linda también tuvo relaciones abusivas con hombres que también causaron malestar en las jóvenes. También estaban descontentas de que sus amigos tuvieran "cosas mejores como piscinas y ropa". Finalmente, las hermanas comenzaron a buscar en Internet formas de matar a su madre. Elizabeth y Sandra Andersen creían que matándola, tendrían derecho a dinero del seguro. Esta compensación, resolvieron las hermanas, la gastarían en un viaje a Europa con sus amigos, así como en una casa grande, con un patio lleno de marihuana. Las hermanas decidieron ahogarla, porque creían que sería "rápido y espectacular".
Después de formular un plan de asesinato, Elizabeth y Sandra Andersen informaron a sus amigas, quienes las animaron a las hermanas y se rieron de la idea de asesinar a Linda Andersen.

## Asesinato
Durante el almuerzo del 18 de enero de 2003, Sandra y Elizabeth comenzaron a darle licor a su madre para emborracharla. Su plan era emborrachar a Linda para que no pudiera resistir el ataque. Linda también recibió analgésicos de sus hijas, para disminuir el latido de su corazón. Sandra y Elizabeth esperaron a que las sustancias hicieran efecto. Mientras esperaban, las hermanas se comunicaron con sus amigas en línea, una de las cuales terminó su conversación con la frase "buena suerte - usad guantes".
Sandra y Elizabeth Andersen llenaron la bañera familiar con agua y llevaron a Linda Andersen al baño. Linda tenía dificultades para entrar en la bañera, debido a la mezcla de vodka y pastillas que le habían dado. Después de ponerse los guantes, Sandra y Elizabeth dieron un masaje a su madre. Tras unos minutos, según informes policiales, Sandra Andersen ordenó a su madre que se acostara boca abajo para que pudiera lavarle la espalda. Sandra sumergió instantáneamente la cabeza de su madre y no la soltó. Después de cuatro minutos, soltó la cabeza de su madre y encontró a Linda Andersen muerta. Después de haber matado a su madre, Sandra y Elizabeth Andersen fueron con sus amigos a un restaurante cercano donde celebraron su victoria. Más tarde esa noche, Sandra y Elizabeth Andersen llamaron al 9-1-1 y les informaron que habían encontrado a su madre tirada en la bañera.
La operadora del 9-1-1 les dijo a Sandra y Elizabeth Andersen que sacaran a su madre de la bañera y que realizaran RCP. Las hermanas Andersen lloraron por teléfono, diciéndole a la operadora que Linda no podía ser reanimada. Cuando la policía llegó, creyeron la historia de Sandra y Elizabeth Andersen.

## Arresto
Un año después del asesinato, Sandra y Elizabeth Andersen celebraron una fiesta. Sandra, que estaba borracha, le dijo a un hombre en la fiesta sobre el asesinato, que tanto ella como Elizabeth habían cometido. Luego le dijo al chico que le gustaba que la muerte de su madre pudiera no haber sido un accidente. Él sospechó, lo que más tarde lo llevó a la policía para denunciar lo que le habían dicho. Sandra y Elizabeth Andersen fueron posteriormente arrestadas, juzgadas y sentenciadas a 10 años de prisión. No pudieron comunicarse entre ellas mientras permanecieron encarceladas y fueron liberadas en 2009 y 2010, respectivamente.

## La vida después
La hermana mayor, Sandra Andersen, fue liberada a un centro de rehabilitación en 2009, mientras que la hermana menor, Elizabeth Andersen, fue liberada un año después. El padre de las chicas intentó sin éxito que Elizabeth Andersen fuera puesta en libertad antes para que pudiera cumplir su sentencia bajo arresto domiciliario en su ciudad natal. Como Sandra y Elizabeth Andersen eran menores de 18 años en el momento del asesinato, sus identidades han sido protegidas bajo la ley canadiense. Después de su liberación, Sandra Andersen fue aceptada en la Universidad de Waterloo con una beca de $2000; Elizabeth Andersen viajó a Ottawa con la intención de optar a su universidad.

## Adaptaciones

### Televisión
- El caso de asesinato de Linda Andersen fue transmitido en la serie de televisión Las verdaderas mujeres asesinas (Deadly Women) en 2010.

### Película
- Una película de drama criminal basada en el asesinato de Linda Andersen, Perfect Sisters, se estrenó en 2014.